# Sopot Festival 1971
Sopot Festival 1971 – 12. edycja festiwalu muzycznego odbywającego się w sopockiej Operze Leśnej. Festiwal został zorganizowany w dniach 26–29 sierpnia 1971 roku a prowadzili go Janusz Budzyński, Elżbieta Dmochowski, Bogumiła Wander, Edyta Wojtczak, Maria Wróblewska i Wacław Przybylski. W dniu międzynarodowym wygrała Brytyjka Samantha Jones z utworem „He Moves Me”.

## Półfinał (dzień płytowy)
|    | Kraj              | Język      | Wykonawca                  | Tytuł                           | Miejsce | Punkty |
| -- | ----------------- | ---------- | -------------------------- | ------------------------------- | ------- | ------ |
| 01 | Kuba              | hiszpański | Los Compaderes             | „No quero llanto”               | 8       | 4      |
| 02 | Stany Zjednoczone | angielski  | Tom Jans                   | „Madman”                        | 8       | 4      |
| 03 | Hiszpania         | hiszpański | Rosalia                    | „Siempre fuimos companeros”     | 8       | 4      |
| 04 | NRD               | niemiecki  | D. Frederic, S. Uhlenbrock | „Im goldenen herbst”            | 4       | 14     |
| 05 | Hiszpania         | hiszpański | Los Conco Musicales        | „Palabritas”                    | 8       | 4      |
| 06 | Rumunia           | rumuński   | Michaea Mihai              | „Nu mai citi”                   | 9       | 2      |
| 07 | RFN               | niemiecki  | Christian Anders           | „Suranaika”                     | 8       | 4      |
| 08 | Finlandia         | fiński     | Matti i Teppo              | „Kai viela mustat minut rerran” | 8       | 4      |
| 09 | Belgia            | francuski  | Eddy Pascal                | „Ravenir Eddy Pasca”            | 8       | 4      |
| 10 | RFN               | niemiecki  | Reinchard Mey              | „Sie ist zu mir Zurückgekommen” | 3       | 16     |
| 11 | Finlandia         | fiński     | Helana Katri               | „Minamuistan mennytta aika”     | 8       | 4      |
| 12 | ZSRR              | rosyjski   | Pieśniary                  | „Melodia”                       | 6       | 10     |
| 13 | Francja           | francuski  | Claude Colas               | „Ispa han”                      | 8       | 4      |
| 14 | Holandia          | angielski  | Bonnie St.Claire           | „Mama”                          | 1       | 20     |
| 15 | Holandia          | angielski  | Euson                      | „Little Green Apples”           | 7       | 7      |
| 16 | Portugalia        | angielski  | Paul Connor                | „I Don’t Love You Anymore”      | 4       | 14     |
| 17 | Wielka Brytania   | angielski  | Jacke Lee                  | „Johny said come over”          | 2       | 18     |
| 18 | Włochy            | włoski     | Claudio Baglioni           | „E ci sei tu”                   | 5       | 12     |
| 19 | Czechosłowacja    | czeski     | Vaclav Neckar              | „Gloria”                        | 8       | 4      |
| 20 | Włochy            | włoski     | Tony Dallara               | „La novia Prieto”               | 8       | 4      |
| 21 | Polska            | angielski  | Novi Singers               | „Rien ne va plus”               | 3       | 16     |

## Finał (dzień międzynarodowy)
|    | Kraj              | Język             | Wykonawca           | Tytuł                                      | Miejsce | Punkty |
| -- | ----------------- | ----------------- | ------------------- | ------------------------------------------ | ------- | ------ |
| 01 | Włochy            | włoski            | Angelica            |                                            | 11      | 32     |
| 02 | Holandia          | niderlandzki      | Lenny Kuhr          | „De zomer achterna”                        | 16      | 25     |
| 03 | Szwajcaria        | francuski         | Gerard Aubert       | „Je viens d’un Pays”                       | 10      | 33     |
| 04 | ZSRR              | rosyjski          | Maria Kordianu      |                                            | 7       | 38     |
| 05 | Kanada            | francuski         | Christyne Chartrand | „Que demain nous apporter”                 | 9       | 35     |
| 06 | Chile             | hiszpański        | Marisa              |                                            | 19      | 11     |
| 07 | Bułgaria          | bułgarski         | Pasza Christowa     | „Този дивен свят” (Dziwny jest ten świat)  | 13      | 29     |
| 08 | Węgry             | niemiecki         | Paul Moro           | „Kleiner Boy”                              | 13      | 29     |
| 09 | Grecja            | grecki            | Clio Denardou       | „Σφουγγαράδικο" („Łódź do połowu gąbek”)   | 17      | 22     |
| 10 | Norwegia          | norweski          | Anne Karine Strom   | „Hør litt på meg”                          | 17      | 22     |
| 11 | Czechosłowacja    | czeski            | Milan Drobny        | „Jsi můj sen”                              | 10      | 33     |
| 12 | Polska            | polski            | Zdzisława Sośnicka  | „Dom, który mam”                           | 3       | 168    |
| 13 | Bahamy            | angielski         | Emile Ford          | „Counting Teardrops”                       | 15      | 26     |
| 14 | Rumunia           | rumuński          | Angela Similea      | „Amurgul”                                  | 12      | 31     |
| 15 | Kuba              | hiszpański        | Maria Farah         |                                            | 8       | 36     |
| 16 | Stany Zjednoczone | angielski         | Chris Smither       | „Another Way to Find You”                  | 5       | 41     |
| 17 | Francja           | francuski         | Michel Fugain       | „Les fleurs de mandarine”                  | 8       | 36     |
| 18 | Belgia            | francuski         | Samantha            |                                            | 7       | 38     |
| 19 | Japonia           | japoński          | I George            |                                            | 18      | 15     |
| 20 | NRD               | niemiecki         | Regina Thoss        | „Niemal doch treefen uns abermals”         | 6       | 39     |
| 21 | Wielka Brytania   | angielski         | Samantha Jones      | „He Moves Me”                              | 1       | 232    |
| 22 | Austria           | niemiecki         | Freya Weghofer      | „Nein sagt sich so leicht”                 | 7       | 38     |
| 23 | Finlandia         | szwedzki          | Jukka Kuoppamaki    | „Atmonstone At sina olla kokain ei traffa” | 14      | 27     |
| 24 | Jugosławia        | serbsko-chorwacki | Elda Viler          | „Če bi teden štel osem dni”                | 4       | 44     |
| 25 | RFN               | niemiecki         | Su Kramer           | „Mein kleine Welt”                         | 2       | 190    |
| 26 | Polska            | polski            | Adam Zwierz         | „Zawołaj”                                  | 6       | 39     |

## Jury
- Polska: Danuta Baduszkowa, Mirosław Dąbrowski, Jacek Dobierski, Roman Heising, Marek Sart, Tadeusz Urgacz, Jerzy Kleyny
- Bułgaria: Joul Levi
- Włochy: Corrado Bellini
- Finlandia: Erkki Melakoski
- Bahamy: Fred Burkhardt
- Kanada: Claude Mercier
- Grecja: Takis Cambas
- Norwegia: Aase Mathiesen
- Czechosłowacja: Jiří Chilibec
- Wielka Brytania: Derek Mills
- NRD: Gert Natschinsky
- Austria: Robert Opratko
- Francja: Michel Godart
- ZSRR: Andriej Pietrow
- Rumunia: Gheorghe Grigoriu
- Szwajcaria: Louis Rey
- Stany Zjednoczone: Manuel Greenhill
- Jugosławia: Jure Robežnik
- Japonia: Kohichi Sugiyma
- Belgia: René Ingelberts
- Kuba: Rafael Somavilla
- Holandia: Janine Knapper
- RFN: Christine Kristoph
- Węgry: Károly Zsige

|                                                            | Głosy w finale              |     |    |        |        |        |        |          |                |                 |         |         |    |    |            |                   |    |         |        |      |          |    |    |    |
| PUNKTY                                                     | Razem                       |     |    | Włochy | Bahamy | Kanada | Grecja | Norwegia | Czechosłowacja | Wielka Brytania | Austria | Francja |    |    | Szwajcaria | Stany Zjednoczone |    | Japonia | Belgia | Kuba | Holandia |    |    |    |
| Uczestnicy                                                 | Włochy                      | 32  | –  | –      | 12     | –      | –      | 1        | 4              | –               | –       | –       | –  | 3  | –          | –                 | 5  | –       | 3      | –    | –        | 1  | –  | –  |
| Uczestnicy                                                 | Holandia                    | 25  |    | –      | –      | –      | –      | –        | –              | –               | –       | –       | –  | –  | –          | –                 | 1  | –       | –      | –    | 6        | 12 | 1  | –  |
| Uczestnicy                                                 | Szwajcaria                  | 5   | –  | –      | 4      | –      | 1      | –        | –              | 3               | 4       | –       | –  | 12 | –          | –                 | –  | –       | –      | 4    | –        | –  | –  | –  |
| Uczestnicy                                                 | ZSRR                        | 38  | 6  | 3      | –      | 6      | –      | –        | –              | 3               | 2       | 2       | –  | –  | 12         | 6                 | –  | 2       | –      | 1    | –        | –  | –  | 1  |
| Uczestnicy                                                 | Kanada                      | 35  | –  | –      | –      | –      | 4      | 12       | –              | –               | –       | –       | –  | 2  | –          | –                 | 5  | –       | 4      | 3    | –        | –  | –  | –  |
| Uczestnicy                                                 | Chile                       | 11  | –  | –      | –      | 3      | –      | –        | –              | –               | –       | –       | –  | –  | –          | –                 | 3  | –       | 2      | –    | 3        | –  | –  | –  |
| Uczestnicy                                                 | Bułgaria                    | 29  | –  | 12     | –      | 1      | 1      | –        | 6              | –               | –       | –       | –  | –  | –          | 5                 | –  | –       | 5      | –    | –        | –  | –  | –  |
| Uczestnicy                                                 | Węgry                       | 29  | –  | 2      | –      | –      | –      | –        | 2              | –               | –       | –       | 6  | –  | 3          | 3                 | –  | –       | 1      | –    | –        | –  | –  | 12 |
| Uczestnicy                                                 | Grecja                      | 22  | –  | 4      | –      | –      | –      | –        | 12             | –               | –       | –       | –  | –  | –          | –                 | –  | –       | 4      | –    | –        | –  | –  | –  |
| Uczestnicy                                                 | Norwegia                    | 22  | –  | –      | –      | 5      | 2      | –        | –              | 12              | –       | 1       | –  | 1  | –          | –                 | –  | –       | 0      | –    | 1        | –  | –  | –  |
| Uczestnicy                                                 | Czechosłowacja              | 33  | 5  | –      | –      | –      | –      | –        | –              | –               | 12      | –       | 1  | –  | 4          | 2                 | –  | –       | –      | –    | –        | –  | 6  | 3  |
| Uczestnicy                                                 | Polska (Zdzisława Sośnicka) | 168 | 12 | 7      | 7      | 7      | 7      | 7        | 7              | 7               | 7       | 8       | 7  | 7  | 7          | 7                 | 7  | 7       | 7      | 7    | 7        | 7  | 7  | 7  |
| Uczestnicy                                                 | Bahamy                      | 26  | –  | –      | 3      | –      | 12     | –        | –              | –               | –       | –       | –  | –  | –          | –                 | –  | 4       | –      | 3    | –        | 4  | –  | –  |
| Uczestnicy                                                 | Rumunia                     | 31  | –  | 6      | –      | –      | –      | –        | –              | –               | 1       | –       | –  | –  | 2          | 12                | –  | –       | 6      | –    | –        | –  | –  | 6  |
| Uczestnicy                                                 | Kuba                        | 36  | –  | –      | –      | –      | 5      | –        | –              | –               | –       | –       | –  | –  | –          | –                 | 6  | –       | 5      | –    | 12       | –  | –  | –  |
| Uczestnicy                                                 | Stany Zjednoczone           | 41  | –  | –      | –      | –      | 6      | 6        | –              | –               | –       | 4       | –  | –  | –          | –                 | –  | 12      | –      | 6    | –        | 6  | 1  | –  |
| Uczestnicy                                                 | Francja                     | 36  | –  | –      | 4      | –      | 5      | –        | –              | –               | 7       | –       | 12 | –  | –          | 4                 | –  | –       | –      | 4    | –        | 2  | –  | –  |
| Uczestnicy                                                 | Belgia                      | 38  | –  | –      | –      | –      | –      | 3        | –              | –               | –       | 6       | –  | 6  | –          | 2                 | –  | –       | –      | 12   | –        | 5  | –  | –  |
| Uczestnicy                                                 | Japonia                     | 15  | –  | –      | –      | –      | 3      | –        | –              | –               | –       | –       | –  | –  | –          | –                 | –  | –       | 12     | –    | –        | –  | –  | –  |
| Uczestnicy                                                 | NRD                         | 39  | 4  | –      | –      | 2      | –      | 2        | –              | 5               | 4       | 3       | 2  | 5  | –          | –                 | 3  | –       | –      | 5    | –        | 6  | 3  | –  |
| Uczestnicy                                                 | Wielka Brytania             | 232 | 10 | 10     | 10     | 10     | 10     | 10       | 10             | 10              | 12      | 10      | 10 | 10 | 10         | 10                | 10 | 10      | 10     | 10   | 10       | 10 | 10 | 10 |
| Uczestnicy                                                 | Austria                     | 38  | 2  | –      | –      | –      | –      | –        | 1              | –               | 5       | –       | 12 | –  | –          | 1                 | 6  | –       | 2      | –    | –        | –  | 5  | –  |
| Uczestnicy                                                 | Finlandia                   | 27  | 3  | –      | –      | 12     | –      | –        | –              | 6               | –       | –       | –  | –  | 6          | –                 | –  | –       | –      | –    | –        | –  | –  | –  |
| Uczestnicy                                                 | Jugosławia                  | 44  | 1  | 5      | 6      | –      | –      | –        | 5              | –               | –       | –       | 5  | –  | 1          | 4                 | –  | –       | 12     | –    | –        | –  | –  | 5  |
| Uczestnicy                                                 | RFN                         | 190 | 8  | 8      | 8      | 8      | 8      | 8        | 8              | 8               | 8       | 10      | 8  | 8  | 8          | 8                 | 8  | 8       | 8      | 8    | 8        | 8  | 12 | 8  |
| Uczestnicy                                                 | Polska (Adam Zwierz)        | 39  | 7  | 1      | 1      | –      | –      | –        | –              | 4               | 3       | –       | –  | –  | 5          | –                 | –  | 1       | –      | –    | –        | 4  | 7  | 2  |
| Kraje w tabeli są uporządkowane w kolejności występowania. |                             |     |    |        |        |        |        |          |                |                 |         |         |    |    |            |                   |    |         |        |      |          |    |    |    |